# Titus Taci

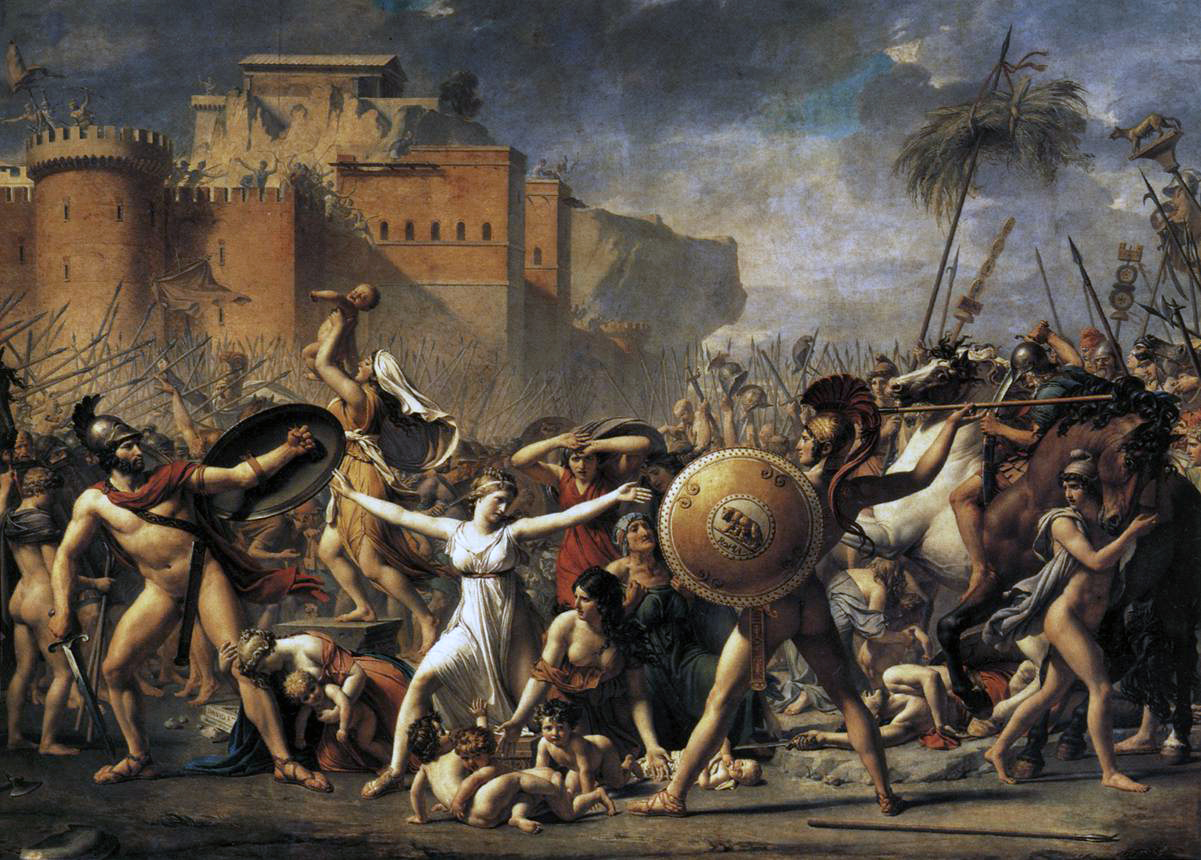
La intervenció de les sabines, de Jacques-Louis David, mostra Titus Taci a l'esquerra.

Titus Taci, segons la llegenda, fou rei de Roma per cinc anys juntament amb el rei Ròmul.

## Procedència
Titus Taci era originari de la ciutat sabina de Cures, on ja era rei. Segons narra Titus Livi, Ròmul havia acollit diversos homes procedents de les ciutats del voltant, als quals els va oferir per instal·lar-se la zona anomenada Asylum, situada entre l'Arx (la ciutadella) i el Capitoli. Entre aquests homes estaven els anomenats primers pares o patricis que van col·laborar amb Ròmul en la fundació de Roma. Però com que aquest asil estava reservat als homes, el desequilibri amb el nombre de dones va portar a l'episodi del rapte de les dones.

## Personalitat de Titus Taci
Per venjar el rapte, els familiars d'aquelles dones van declarar la guerra a Roma. Mentre que els romans s'enfrontaven als Ceninensi, als Antemnati i als Crustumini, Taci va retenir els sabins fent gala de voler resoldre el problema amb calma. L'estratègia de Titus Taci va incloure negociar amb Tarpeia perquè li obrís les portes de la ciutadella. En la batalla que va tenir lloc a continuació, Titus novament es manté al marge, mentre que l'heroi de la jornada va ser Mettius Curtius. Quan les dones proposen la pau Titus Taci va acceptar sense problemes.

## Vida a Roma
Ròmul li va proposar associar-se a ell com a rei de Roma. Titus i els seus homes es van establir al turó anomenat el Quirinal. En algunes versions, en senyal d'amistat, Ròmul va concedí la mà de la seua filla Hersília a un sabí, parent seu.

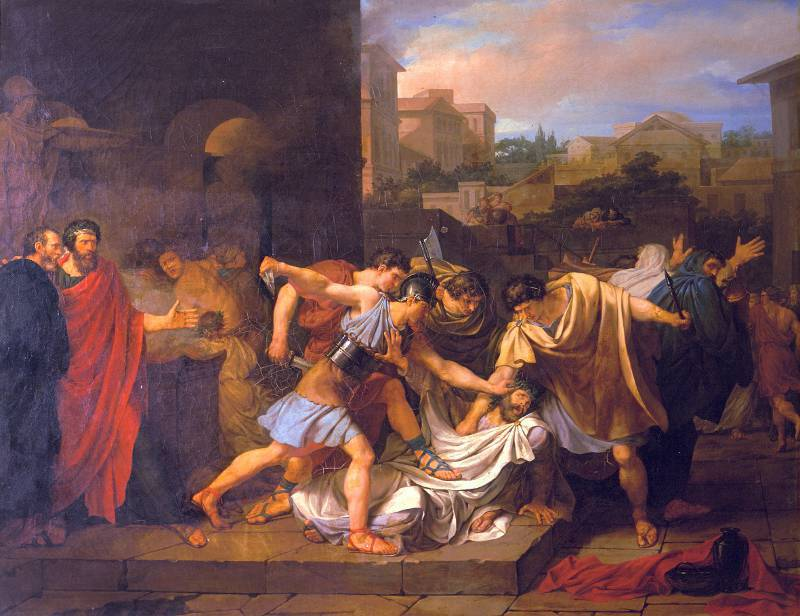
"La mort de Titus Taci", pintura de Jacques Réattu. (Museu d'Arles)

Més endavant Roma va ser amenaçada pels habitants de Laurèntum, pel que sembla per una enemistat a causa d'una mala decisió de Titus Taci. Pocs anys després de la composició del regne, alguns familiars de Taci van maltractar als ambaixadors de Laurèntum, els quals van apel·lar a la llei de les gens demanant una compensació, és a dir que fossin jutjats per representants de les diferents gens. Taci en lloc de fer justícia, es va posar de la banda dels seus parents i va imperar la seva voluntat pel fet de ser rei.

## Mort
Passat un temps, quan un dia Titus va sortir en direcció a la ciutat de Lavínium, a oferir un sacrifici en un santuari d'allà, va ser sorprès pels seus enemics als quals els havia negat justícia, i el van matar.
Va ser enterrat a l'Aventí en un indret envoltat de llorers.